# Марк Дені
Марк Дені (англ. Marc Denis, нар. 1 серпня 1977, Монреаль) — канадський хокеїст, що грав на позиції воротаря. Грав за збірну команду Канади.
Провів понад тисячу матчів у Національній хокейній лізі. 

## Ігрова кар'єра
Хокейну кар'єру розпочав 1992 року.
1995 року був обраний на драфті НХЛ під 25-м загальним номером командою «Колорадо Аваланч». Перебуваючи на контракті в складі «лавин» Марк здебільшого виступав за фарм-клуб «Герші Берс».
У 2000 «Аваланч» обміняли його до клубу «Колумбус Блю-Джекетс». У складі «синіх жакетів» два з чотирьох сезонів відіграв першим номером та встановив рекордну кількість хвилин на ігровому майданчику 4511 (сезон 2002/03). 
30 червня 2006, Марка обміняли на Фредріка Модіна і Фредріка Норрена до команди «Тампа-Бей Лайтнінг». У складі «блискавок» Дені був резервним воротарем Майка Сміта.
3 липня 2008, на правах вільного агента перейшов до «Монреаль Канадієнс». У складі «канадців» провів лише один матч 2 січня 2009 проти «Нью-Джерсі Девілс», коли замінив Ярослава Галака. «Монреаль» поступився 1:4.
Загалом провів 1331 матч у НХЛ, включаючи 982 гри плей-оф Кубка Стенлі.
Виступав за збірну Канади, провів 5 ігор в її складі.

## Інше
Був тренером воротарем команди «Шікутімі Сагенес».
Наразі працює аналітиком на канадському телеканалі RDS.

## Статистика

### Клубні виступи
| Сезон        | Клуб                   | Ліга         | Регулярний сезон | Регулярний сезон | Регулярний сезон | Регулярний сезон | Регулярний сезон | Регулярний сезон | Регулярний сезон | Регулярний сезон | Регулярний сезон | Плей-оф | Плей-оф | Плей-оф | Плей-оф | Плей-оф | Плей-оф | Плей-оф | Плей-оф |
| Сезон        | Клуб                   | Ліга         | І                | В                | П                | Н/OT             | Хв               | ПГ               | ІБГ              | ПГГ              | %ВК              | І       | В       | П       | Хв      | ПГ      | ІБГ     | ПГA     | %ВК     |
| ------------ | ---------------------- | ------------ | ---------------- | ---------------- | ---------------- | ---------------- | ---------------- | ---------------- | ---------------- | ---------------- | ---------------- | ------- | ------- | ------- | ------- | ------- | ------- | ------- | ------- |
| 1992–93      | Бурасса                | QAAA         | 26               | —                | —                | —                | 1559             | 74               | 5                | 2.87             | —                | —       | —       | —       | —       | —       | —       | —       | —       |
| 1993–94      | Труа-Рів'єр            | QAAA         | 36               | 10               | 22               | 3                | 2093             | 158              | 0                | 4.53             | —                | 4       | 1       | 3       | 249     | 20      | 0       | 4.83    | —       |
| 1994–95      | «Шікутімі Сагенес»     | ГЮХЛК        | 32               | 17               | 9                | 1                | 1688             | 98               | 0                | 3.48             | —                | 6       | 4       | 2       | 372     | 19      | 1       | 3.06    | —       |
| 1995–96      | «Шікутімі Сагенес»     | ГЮХЛК        | 51               | 23               | 21               | 4                | 2895             | 157              | 2                | 3.25             | —                | 16      | 8       | 8       | 957     | 69      | 0       | 4.32    | —       |
| 1996–97      | «Шікутімі Сагенес»     | ГЮХЛК        | 41               | 22               | 15               | 2                | 2317             | 104              | 4                | 2.69             | .912             | 21      | 11      | 10      | 1229    | 70      | 1       | 3.41    | —       |
| 1996–97      | «Колорадо Аваланч»     | НХЛ          | 1                | 0                | 1                | 0                | 60               | 3                | 0                | 3.00             | .885             | —       | —       | —       | —       | —       | —       | —       | —       |
| 1996–97      | «Герші Берс»           | АХЛ          | —                | —                | —                | —                | —                | —                | —                | —                | —                | 4       | 1       | 0       | 56      | 1       | 0       | 1.07    | —       |
| 1997–98      | «Герші Берс»           | АХЛ          | 47               | 17               | 23               | 4                | 2588             | 125              | 1                | 2.90             | .899             | 6       | 3       | 3       | 346     | 15      | 0       | 2.60    | —       |
| 1998–99      | «Герші Берс»           | АХЛ          | 52               | 20               | 23               | 5                | 2908             | 137              | 4                | 2.83             | .914             | 3       | 1       | 1       | 143     | 7       | 0       | 2.93    | .909    |
| 1998–99      | «Колорадо Аваланч»     | НХЛ          | 4                | 1                | 1                | 1                | 217              | 9                | 0                | 2.49             | .918             | —       | —       | —       | —       | —       | —       | —       | —       |
| 1999–00      | «Колорадо Аваланч»     | НХЛ          | 23               | 9                | 8                | 3                | 1203             | 51               | 3                | 2.54             | .917             | —       | —       | —       | —       | —       | —       | —       | —       |
| 2000–01      | «Колумбус Блю-Джекетс» | НХЛ          | 32               | 6                | 20               | 4                | 1830             | 99               | 0                | 3.25             | .895             | —       | —       | —       | —       | —       | —       | —       | —       |
| 2001–02      | «Колумбус Блю-Джекетс» | НХЛ          | 42               | 9                | 24               | 5                | 2335             | 121              | 1                | 3.11             | .899             | —       | —       | —       | —       | —       | —       | —       | —       |
| 2002–03      | «Колумбус Блю-Джекетс» | НХЛ          | 77               | 27               | 41               | 8                | 4511             | 232              | 5                | 3.09             | .903             | —       | —       | —       | —       | —       | —       | —       | —       |
| 2003–04      | «Колумбус Блю-Джекетс» | НХЛ          | 66               | 21               | 36               | 7                | 3795             | 162              | 5                | 2.56             | .918             | —       | —       | —       | —       | —       | —       | —       | —       |
| 2005–06      | «Колумбус Блю-Джекетс» | НХЛ          | 49               | 21               | 25               | 1                | 2786             | 151              | 1                | 3.25             | .900             | —       | —       | —       | —       | —       | —       | —       | —       |
| 2006–07      | «Тампа-Бей Лайтнінг»   | НХЛ          | 44               | 17               | 18               | 2                | 2353             | 125              | 1                | 3.19             | .883             | —       | —       | —       | —       | —       | —       | —       | —       |
| 2007–08      | «Тампа-Бей Лайтнінг»   | НХЛ          | 10               | 1                | 5                | 0                | 414              | 28               | 0                | 4.05             | .859             | —       | —       | —       | —       | —       | —       | —       | —       |
| 2007–08      | «Норфолк Едміралс»     | АХЛ          | 32               | 11               | 17               | 2                | 1832             | 89               | 1                | 2.91             | .910             | —       | —       | —       | —       | —       | —       | —       | —       |
| 2008–09      | «Гамільтон Булдогс»    | АХЛ          | 46               | 27               | 18               | 0                | 2659             | 109              | 5                | 2.46             | .920             | 6       | 2       | 4       | 359     | 20      | 0       | 3.34    | .890    |
| 2008–09      | «Монреаль Канадієнс»   | НХЛ          | 1                | 0                | 0                | 0                | 20               | 1                | 0                | 3.00             | .857             | —       | —       | —       | —       | —       | —       | —       | —       |
| Усього в НХЛ | Усього в НХЛ           | Усього в НХЛ | 349              | 112              | 179              | 31               | 19,526           | 982              | 16               | 3.02             | .902             | —       | —       | —       | —       | —       | —       | —       | —       |

### Збірна
| Рік                | Команда            | Турнір             | Місце              | І | В | П | Н | Хв  | ПГ | ІБГ | ПГГ  | %ВК  |
| ------------------ | ------------------ | ------------------ | ------------------ | - | - | - | - | --- | -- | --- | ---- | ---- |
| 1996               | Канада             | МЧС                | 1                  | 2 | 2 | 0 | 0 | 120 | 2  | 0   | 1.00 | —    |
| 1997               | Канада             | МЧС                | 1                  | 7 | 5 | 0 | 2 | 419 | 13 | 1   | 1.86 | .933 |
| 2006               | Канада             | ЧС                 | 4-е                | 5 | 4 | 1 | 0 | 263 | 11 | 0   | 2.51 | .916 |
| Молодіжна збірна   | Молодіжна збірна   | Молодіжна збірна   | Молодіжна збірна   | 9 | 7 | 0 | 2 | 539 | 15 | 1   | 1.43 | —    |
| Національна збірна | Національна збірна | Національна збірна | Національна збірна | 5 | 4 | 1 | 0 | 263 | 11 | 0   | 2.51 | .916 |